# Incidente ferroviario di Barcellona-Castroreale
L'incidente ferroviario di Barcellona-Castroreale fu uno scontro di treni avvenuto il 15 giugno 1969 all'interno della galleria Sant'Antonio, tra le stazioni di Barcellona-Castroreale e Castroreale Terme della ferrovia Palermo-Messina a quel tempo a binario unico.

## Dinamica dei fatti
Lo scontro avvenne alle ore 3:05 all'interno della galleria Sant'Antonio, posta sul tratto a binario unico fra Castroreale e Barcellona. Coinvolse il treno accelerato 2910, partito dalla stazione di Palermo Centrale alle ore 22:35 e il treno merci 7441/OL1, proveniente da Messina. 
A bordo del convoglio passeggeri c'erano tre passeggeri nella prima classe e 127 nella seconda.
La galleria nella quale avvenne lo scontro è lunga circa 150 m ed è in curva. Il treno viaggiatori aveva circa 15 minuti di ritardo sul previsto; il treno merci, anch'esso in ritardo, era stato fatto proseguire come OL 1: viaggiavano quindi ambedue ad una velocità prossima alla massima consentita dalla linea, in quel tratto di 90 km/h.
In seguito al violentissimo impatto frontale i due locomotori si incastrarono l'uno nell'altro. 
L'urto fece tremare le case circostanti svegliando molti degli abitanti della frazione Sant'Antonio che superato il primo sgomento si resero presto conto dell'incidente e cominciarono ad accorrere sul posto soccorrendo chi potevano. Intanto alcune cisterne del treno merci cariche di idrocarburi pesanti sfasciatesi iniziarono a rovesciare il denso liquido nel tunnel. Giunsero sul posto personale medico e operatori del vicino ospedale di Barcellona, oltre a vigili del fuoco e personale della vicina raffineria. I soccorsi si rivelarono subito difficili a causa delle esalazioni degli idrocarburi che rischiavano di innescare esplosioni o incendi, impedendo tra l'altro l'uso della fiamma ossidrica e provocando l'intossicazione di sette vigili del fuoco.
Fu necessario far giungere sul posto delle macchine dotate di ventilatori per immettere aria nella galleria ed espellere i gas tossici. Poco per volta venivano raggiunti i vagoni dove si trovavano i passeggeri feriti. Nessuno di essi era grave: la maggior parte aveva riportato soltanto contusioni in seguito all'urto contro le pareti. Nelle ore seguenti giungevano prima da Messina e poi da Palermo i treni con carro soccorso con attrezzature adatte. I soccorsi proseguirono per tutto il giorno ma fino al pomeriggio vi erano ancora circa sessanta viaggiatori nella galleria che non potevano uscire in quanto il catrame raggiungeva l'altezza dì mezzo metro. Solo durante la notte furono tutti portati all'aperto.
Il 17 giugno, nel pomeriggio, scoppiò un incendio all'interno della galleria e durò fino alle ore 3:00 del giorno dopo complicando il lavoro dei soccorritori che, solo dopo avere spento le fiamme e con le tute antifuoco, riuscirono a raggiungere i locomotori e a recuperare i resti carbonizzati dei macchinisti dell'accelerato.
L'opera dei vigili del fuoco proseguì nonostante le serie difficoltà poste dall'operare all'interno di una galleria piena di rottami e alcuni dovettero essere ricoverati in ospedale per intossicazione; un ferroviere che viaggiava fuori servizio venne estratto solo dopo l'amputazione di un dito rimasto incastrato, un giovane morì prima che potesse essere disincagliato dal groviglio di lamiere.

## I treni coinvolti
Treno accelerato n. 2910 in partenza da Palermo alle 22:35 e diretto a Messina composto di un vagone postale, una carrozza passeggeri di prima classe, tre di seconda e sette carri merci. L'orario di partenza da Castroreale Terme era previsto alle ore 2:56 e l'arrivo a Barcellona-Castroreale alle 3:09.
Treno merci 7441, inviato poi come OL 1 (ovvero, "treno ad orario libero" 1) era composto di 39 carri merci di vario tipo tra cui alcune cisterne di idrocarburi pesanti.

## L'inchiesta
Vennero aperte, un'inchiesta giudiziaria della procura e una delle Ferrovie dello Stato. L'inchiesta giudiziaria fu diretta dal Procuratore della Repubblica Scisca che pose sotto sequestro le apparecchiature di blocco delle due stazioni di Barcellona Pozzo di Gotto e di Castroreale convocando i rispettivi capostazione per un primo interrogatorio. Il capostazione di Castroreale e il suo assistente si resero irreperibili.
L'inchiesta tecnica fu affidata all'ingegnere Bianchi, del servizio movimento di Roma, che interrogò il personale del movimento della stazione di Messina e, all'ospedale di Barcellona, il macchinista Antonio Barbera del merci rimasto ferito.
Si accertò che un treno merci rapido era partito da Messina a seguito del merci del disastro e avrebbe dovuto precederlo da Barcellona ma ciò non avvenne. La stazione di Barcellona avrebbe dato la via libera verso Castroreale per il merci rapido ma poi fu deciso di inviare l'altro che fu inoltrato ad orario libero. La stazione di Castroreale Terme avrebbe dovuto trattenere il viaggiatori ma, con modalità accertate in seguito, lo aveva invece fatto partire erroneamente; una volta avvenuto lo scontro il capostazione di Castroreale Terme si rese irreperibile. Venne poi spiccato ordine di cattura per il detto capostazione.
Vennero presentate alcune interpellanze parlamentari.

## Le vittime

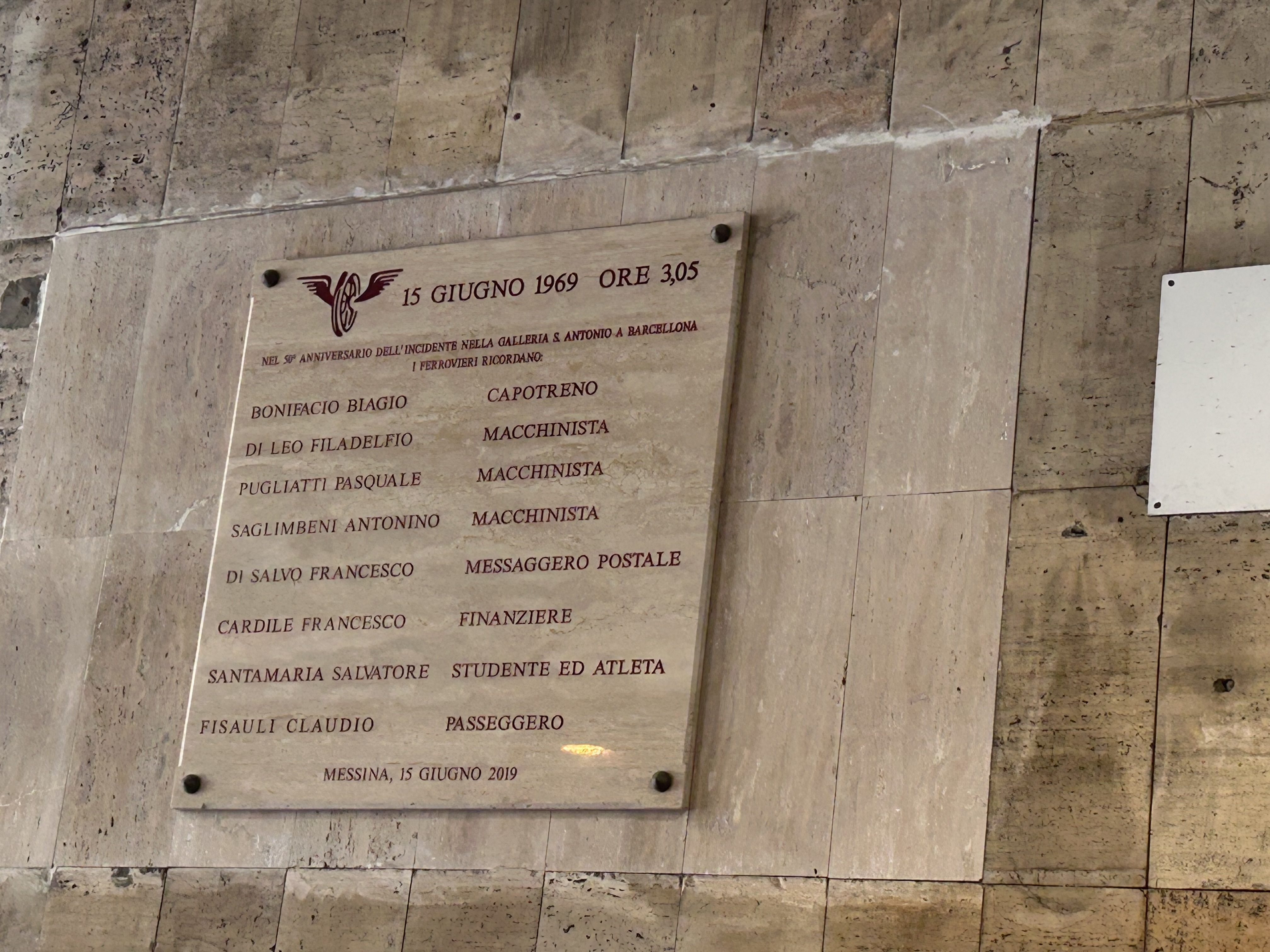
Targa commemorativa in onore delle vittime, posta all'interno della stazione di Messina Centrale in occasione del 50º anniversario dell'incidente.

Le vittime furono i due macchinisti dell'accelerato e uno di quelli del merci, Antonino Saglimbeni, Filadelfio Di Leo, Pasquale Pugliatti, che vennero uccisi dallo scontro. Gli altri furono il messaggero postale Francesco Di Salvo, che era sull'accelerato, il capotreno Biagio Bonifacio, la guardia di Finanza Francesco Cardile e i due passeggeri Salvatore Santamaria e Claudio Fisauli.